# 三条公忠
三条 公忠（さんじょう きんただ）は、南北朝時代の公卿。従一位内大臣。後押小路内大臣と号す。父は内大臣三条実忠、母は左中将藤原公直の娘。
子には太政大臣に至った実冬、藤原（三条）厳子（通陽門院）、実円、実禅がいる。

## 経歴
清華家である三条家の嫡流に生まれた。嘉暦3年 (1328年)に元服。元弘3年 (1333年)には左近衛中将に任じられ、建武4年 (1337年)には従三位に叙された。康永2年 (1343年) には権中納言、貞和3年に権大納言、延文5年 (1360年)には内大臣に任じられた。
以下、『公卿補任』、『尊卑分脈』の内容に従って記述する。
- 元亨4年（1324年）9月2日、従五位下に叙される。
- 嘉暦元年（1326年）9月4日、従五位上に昇叙。
- 嘉暦２年（1327年）9月21日、正五位下に昇叙。
- 嘉暦3年（1328年）9月30日、従四位下に昇叙。
- 嘉暦4年（1329年）1月13日、侍従に任ぜられる。
- 元徳3年（1331年）1月5日、従四位上に昇叙。
- 元弘2年（1332年）1月5日、正四位下に昇叙。
- 元弘3年（1333年）6月、従四位上に戻されるが、同月12日には改めて正四位下に昇叙される[4]。同年8月23日、少将を経ず左中将に任ぜられる。
- 建武元年（1334年）1月13日、播磨介を兼ねる。
- 建武4年/延元2年（1337年）12月4日、従三位に叙せられる。左中将は元の如し。
- 暦応2年/延元4年（1339年）1月13日、甲斐権守を兼ねる。
- 暦応3年（1340年）12月27日、正三位に昇叙。
- 康永2年（1343年）3月19日、権中納言に任ぜられる。4月6日には母の喪に服す。7月20日、復任した。
- 貞和2年（1346年）2月21日、従二位に昇叙。
- 貞和3年（1347年）1月4日、前内大臣の父実忠が薨去したため喪に服す。6月28日、復任した。9月16日、権大納言に昇進。
- 文和4年（1355年）8月13日、正二位に昇叙。
- 延文5年（1360年）9月30日、内大臣に任ぜられる[5]。
- 康安2年（1362年）12月、内大臣を辞退。同月27日、従一位に叙せられる[6]。
- 永徳3年（1383年）12月24日、薨去。享年59。

## 日記『後愚昧記』の記者
公忠の日記として『後愚昧記』が知られている。この称は、公忠七世の祖三条実房の日記を『愚昧記』と称するのに因んだものと考えられる。。

## 後小松天皇の外祖父
娘の藤原（三条）厳子（通陽門院）は後円融天皇の後宮に入り後小松天皇の生母となったため、公忠は後小松天皇の外祖父である。しかし、厳子が薨去の折、足利義満が後小松天皇准父として上皇の礼遇を得るため諒闇を避けようとする計略を三条家は受けてしまうのである。

## 系譜
子息は、通陽門院厳子や実冬のほか、複数の人物が確認されている。多くの男子は出家しており、他家から公忠の猶子となった者もいた。
- 父：三条実忠（1304-1347）
- 母：左中将藤原公直の娘
- 妻：大宮季衡女
  - 女子：三条厳子（1351-1407） - 通陽門院
  - 男子：三条実冬（1354-1411）
  - 男子：実円
  - 男子：実禅
  - 男子：乗通（久我具通のもとで子息の儀をうけた）
  - 男子：義韶
  - 男子：千夜叉丸
  - 男子：尊竹丸
  - 男子：実顕禅師（公忠の「為子」とされた人物）
  - 女子：栄宗（賀茂瓦屋比丘尼）